# Silvano Mari
Silvano Mari (Firenze, 2 maggio 1929 – Trento, 6 settembre 1974) è stato un calciatore italiano, di ruolo attaccante.

## Carriera
Ha militato nel Trento, con cui ha vinto il campionato di Promozione nel 1951 e ha preso parte al successivo campionato di Serie C 1951-1952; l'anno successivo viene acquistato dal Piacenza, sempre in terza serie. Nella formazione emiliana viene impiegato come ala sinistra, a fianco di Serafino Romani e Dario Seratoni, realizzando 10 reti.
Nel campionato di Serie C 1953-1954 forma con Amedeo Bonistalli e Alfredo Arrigoni il cosiddetto trio primavera, che realizza complessivamente 45 reti. Mari è autore di 22 reti, con le quali si laurea capocannoniere del campionato. A fine stagione, tuttavia, i tre attaccanti vengono ceduti per problemi economici e Mari passa al Taranto, appena promosso in Serie B.
Nella formazione jonica debutta fra i cadetti, contribuendo con 25 presenze e 3 reti alla permanenza nella categoria; nelle due annate successive lo spazio si riduce e disputa rispettivamente 19 e 3 partite nel campionato di Serie B, senza ritrovare la vena realizzativa delle stagioni piacentine.
Lasciato il Taranto, fa ritorno al Trento, dove rimane per quattro stagioni in IV Serie e Serie D. Chiude la carriera nel 1964, dopo tre stagioni di Serie D nelle file del Merano.

## Palmarès

### Club
- Promozione: 1

Trento: 1950-1951

### Individuale
- Capocannoniere della Serie C: 1

1953-1954 (22 gol)